# Battant
Battant es un barrio de la ciudad francesa de Besanzón. Tiene 4.200 habitantes (2006) y forma parte del casco histórico de la ciudad.
- Datos: Q2891678
- Multimedia: Battant (Besançon) / Q2891678